# Adrian Hansen
Pour les articles homonymes, voir Hansen.
Adrian Hansen, né le 21 novembre 1971 dans la province de KwaZulu-Natal, est un joueur professionnel de squash représentant l'Afrique du Sud. Il atteint en avril 1998 la 63e place mondiale sur le circuit international, son meilleur classement. Il est champion d'Afrique du Sud à trois reprises entre 2002 et 2006.

## Palmarès

### Titres
- Championnats d'Afrique du Sud : 3 titres (2002, 2005, 2006)